# Префектура Міє
Префекту́ра Мі́є  (яп. 三重県, みえけん, МФА: [mie keɴ]) — префектура Японії в регіоні Кінкі, в центральній частині острова Хонсю. Префектурний центр — місто Цу.

## Короткі відомості

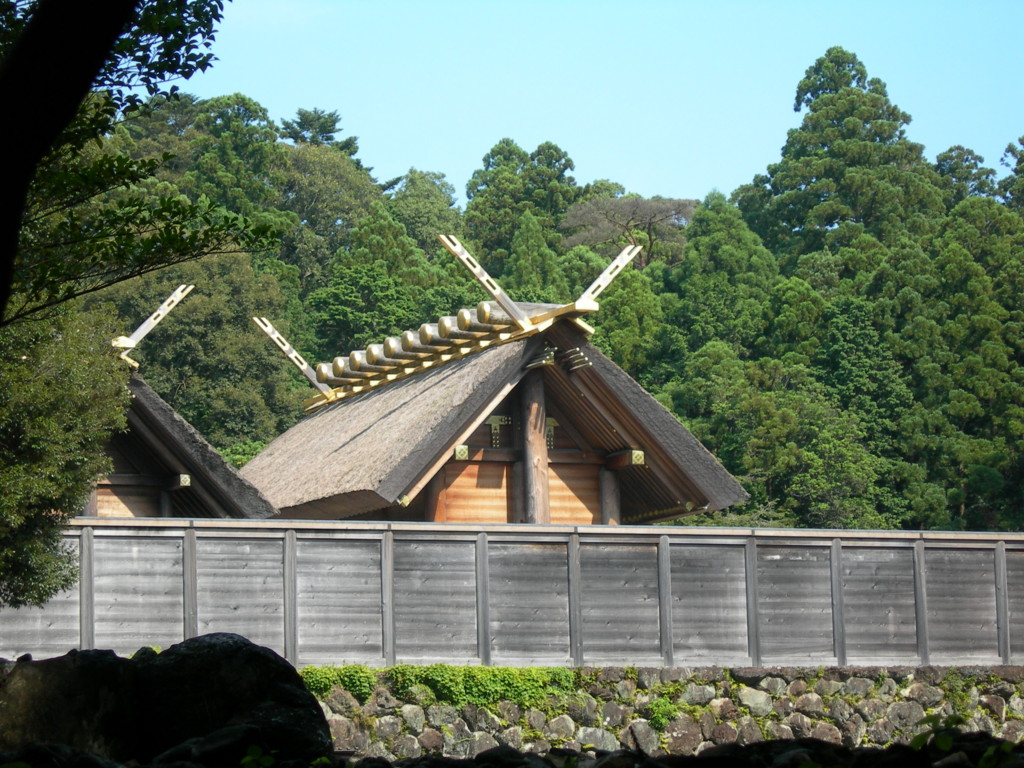
Святилище Ісе.

Префектура Міє розташована в центрі острова Хонсю, на південному кордоні регіонів Кінкі та Тюбу, на березі Тихого океану. Вона займає східну частину півострова Кії. На півночі префектура Міє межує з префектурами Ґіфу та Айті, на північному заході — з префектурою Сіґа, на заході — з префектурою Кіото, на південному заході — з префектурою Нара, а на півдні — з префектурою Вакаяма. Північний кордон Міє проходить по річках Ібі, Наґара, Кісо й Набета, вздовж гірського пасма Йоро. На заході він пролягає горами Судзука, Такамі й полем Одай. Південна межа префектури тягнеться по річці Кумано.
Префектура Міє займає територію чотирьох історичних провінцій — Ісе, Іґа, Сіма та частину Кії. Назви цих провінцій використовуються в сучасному діловодстві для районування префектури. Стародавнім центром Міє є терени Ісе. Ця провінція мала споконвічні зв'язки із Імператорським домом Японії. В ній розташовувався головний синтоїстський храм країни — святилище Ісе, присвячений богині сонця Аматерасу. Провінція Іґа була одним з центрів середньовічних диверсантів ніндзя, а провінція Сіма — базою японських піратів. До раннього нового часу землі префектури входили до соціально-культурного регіону, спільного з Кіото та Осакою. Проте після модернізації в новому часі вони стали тяжіти до сусідньої Наґої в префектурі Айті.
Основу економіки префектури Міє становить рибальство, суднобудування, машинобудування та комерція. Населені пункти узбережжя затоки Ісе входять до Наґойського промислового району, а міста западини Уено — до Осацького району. Близько 55 % населення Міє мешкають на теренах рівнини Ісе, що сполучається з Наґоєю швидкісною залізницею. Найбільшим містом префектури є її адміністративний центр Цу. За рівнем доходів та розвитком промисловості Міє має середні показники по країні.

## Персоналії
- Кінугаса Тейноске (1896—1982) — японський актор і кінорежисер.

## Освіта
- Мієський університет